# Vysoká škola politická a sociální
Vysoká škola politická a sociální (VŠPS) se sídlem v Praze byla vysoká škola, která byla založena dekretem presidenta republiky ze dne 26. října 1945 o zřízení Vysoké školy politické a sociální v Praze, nahradila Svobodnou školu politických nauk (SŠPN). Měla tři fakulty: politickou, novinářskou a sociální. Po splnění přijímacích podmínek na ni údajně bylo možno nastoupit i bez maturity. Výuka byla v roce 1946 z důvodu absence vlastních prostor zahájena v cirkuse Apollo na Letné.
Zrušena byla na základě § 3 zákona č. 227/1949 Sb., o zřízení vysoké školy politických a hospodářských věd v Praze, a to „postupně od počátku studijního roku 1949/50 počínajíc prvním ročníkem“. Studentům tak bylo umožněno dostudovat. Podle důvodové zprávy politickou fakultu a novinářskou fakultu nahradila fakulta politicko-diplomatická a fakulta společenských nauk nové Vysoké školy politických a hospodářských věd (VŠPHV). Fakulta sociální byla naopak zrušena bez náhrady, protože se odchýlila od svého poslání „a mimo to sociální péče v pojetí, jak se podávala, ztrácí svůj význam ve státě socialistickém či k socialismu směřujícím“; sociální péče měla nadále patřit do oboru správního práva.